# Казімеж Фабрицій
Казимир Фабрицій (пол. Kazimierz Fabrycy; нар. 3 березня 1888, Одеса — пом. 18 липня 1958, Лондон) — польський полководець, генерал дивізії, в роки Другої світової війни командувач армії «Карпати».

## Життєпис
Народився 1888 року в Одесі в родині шляхтичів герба Пелікан . Після закінчення гімназії в Немирові проходив термінову службу в Російській імператорській армії у званні підпрапорщика . Здобув інженерну освіту у Львівській політехніці .
У серпні 1914 року вступив до складу Польських легіонів, де був призначений командиром роти 1-го полку, офіцером штабу, командиром батальйону 2-го і 3-го полку. З 21 квітня 1918 року служив комендантом Дембліна в Польських збройних силах . 1 листопада вступив до складу Війська Польського, де прийняв командування 4-м піхотним полком. У грудні 1918 року переведений до 34-го піхотного полку. 18 січня 1919 року призначений заступником інспектора піхотної школи. З 25 липня начальник штабу Познанського генерального округу.
Під час радянсько-польської війни командував 31-ю, 20-ю та 22-ю бригадами Польщі, а з 21 жовтня 1921 року — 3-ю піхотною дивізією в Замості .
20 серпня 1926 року призначений другим, а з 3 серпня 1931 — першим заступником військового міністра. З 1934 року був інспектором армії зі штабом у Львові .
11 липня 1939 року призначений командиром армії «Карпати». Під час Польської кампанії бився з німецькими та словацькими військами. 11 вересня армія «Карпати» була об'єднана з армією «Краків» в армію «Малопольша» . Фабрицій був призначений командиром об'єднаних сил, але відмовився прийняти командування та поїхав до Львова .
18 вересня перейшов кордон із Румунією. Решту війни провів на Близькому Сході. Після війни залишився у Великій Британії в еміграції, де й помер у 1958 році в Лондоні.

## Звання
- Лейтенант (1913)
- Оберлейтенант (1914)
- Гауптман (29 вересня 1914)
- Майор (18 січня 1915)
- Оберстлейтенант (1918)
- Полковник (22 травня 1920)
- Бригадний генерал (1 грудня 1924)
- Дивізійний генерал (10 листопада 1930)

## Нагороди
- Virtuti Militari, срібний хрест (№2771; 13 травня 1921)[2]
- Хрест Хоробрих — нагороджений 4 рази (з них 3 в 1922 році).[2]
- Орден Відродження Польщі
  - командорський хрест (10 листопада 1927)[2]
  - командорський хрест із зіркою (11 листопада 1937)[3]
  - великий хрест (22 липня 1958, посмертно)[4]
- Пам'ятна медаль учаснику війни 1918-1921 років[2]
- Медаль «Десятиліття здобутої незалежності»[2]
- Орден Корони Румунії
  - командорський хрест[2]
  - великий офіцерський хрест (1929)
- Золотий хрест Заслуги (17 березня 1930)[2]
- Хрест Незалежності (20 січня 1931)
- Офіцерський знак «Парасоль»
- Знак бронетанкових військ
- Орден Почесного легіону, великий офіцерський хрест (Франція; 1932)[2]
- Орден Орлиного хреста 1-го класу (Естонія; 1933)[5]
- Медаль «Десятиріччя війни за незалежність» (Латвія; 1933)[6]
- Орден Трьох зірок, великий хрест (Латвія; 1934)[2]
- Орден Білої троянди (Фінляндія), великий хрест (1934)[2]
- Орден Заслуг (Угорщина), великий хрест (1934)[2]
- Пам'ятний знак генерального інспектора збройних сил (12 травня 1936)
- Орден Меча, великий хрест (Швеція)[2]

## Галерея

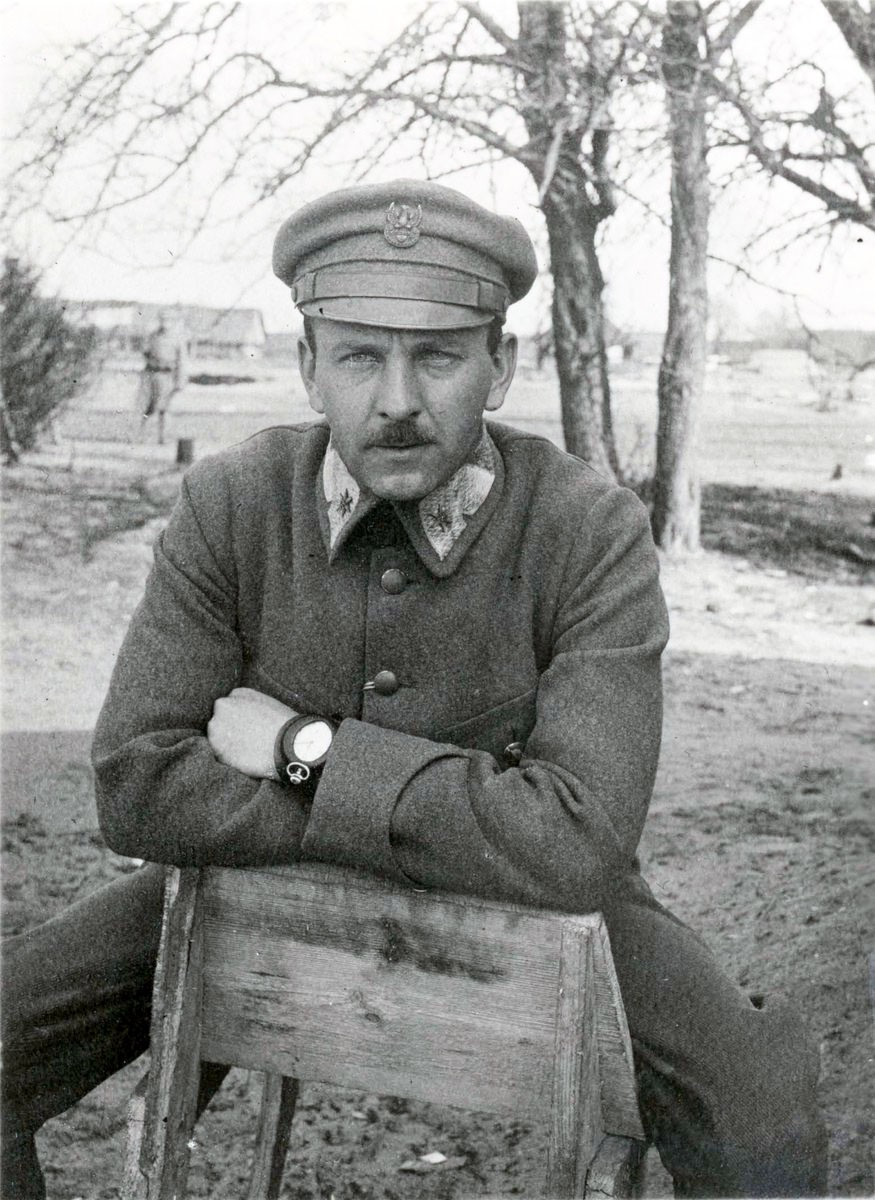
Майор Фабрицій в під час служби в Польських легіонах.
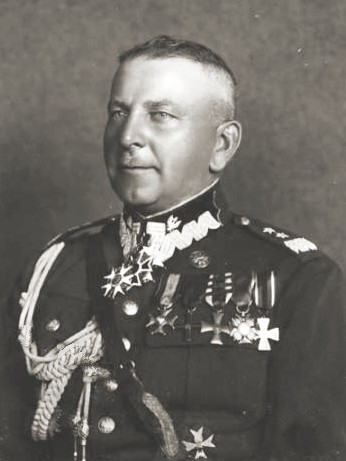
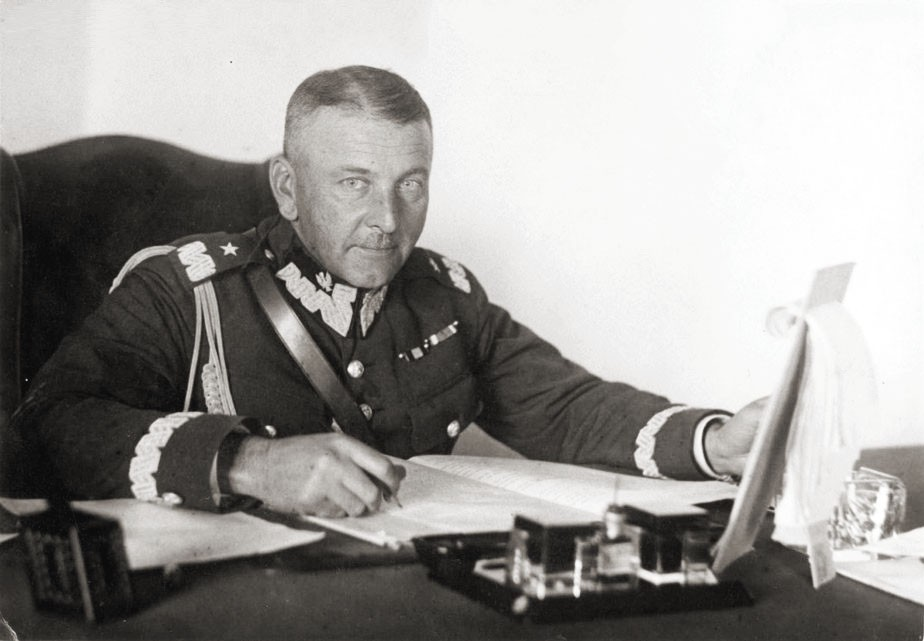